# Tanque evaporimétrico
Instrumento utilizado para medir la evaporación efectiva. Junto con un pluviómetro, un anemómetro, un termómetro Six-Bellani y un pozo tranquilizador forma una estación evaporimétrica.
Se utilizan varios tipos, sin embargo, uno de los más utilizados es el Tanque Clase "A".  Este es un tanque cilíndrico de lámina galvanizada, de 1,21 m de diámetro y 25 cm de profundidad. Se coloca sobre una plataforma de madera de 10 cm de alto, perfectamente horizontal.
Se mide el volumen de agua necesario para mantener el nivel constante, en la unidad de tiempo, que puede ser 6, 12 o 24 horas. El volumen de agua consumido se transforma en mm de agua evaporada por unidad de tiempo.
Varios investigadores han determinado fórmulas empíricas relacionando la evaporación medida en un evaporímetro con la evapotranspiración de diversos cultivos.  